# ГЕС Седрун
ГЕС Седрун — гідроелектростанція на південному сході Швейцарії. Становить верхній ступінь у гідровузлі, спорудженому на основі ресурсів зі сточища річки Вордеррайн (Передній Рейн, лівий виток Рейну).
Особливістю гідровузла є те, що накопичення ресурсу для нього відбувається одразу у трьох водосховищах, споруджених на правих (південних) притоках Вордеррайну, які стікають з північного схилу хребта Лепонтинські Альпи:
- Сховище Курнера площею поверхні 0,82 км2 та об'ємом 40,8 млн м3 на річці Рейн-да-Курнера, яке утримує аркова гребля висотою 153 метри та довжиною 350 метрів, на спорудження якої пішло 562 тис. м3 матеріалу[1]. Безпосередньо у сховище впадає Рейн-да-Майґел (ліва притока Рейну-да-Курнера), а за допомогою дериваційного каналу постачається ресурс із північного заходу із району перевалу Оберальп (відділяє Лепонтинські Альпи від Гларнських Альп, які утворюють північну сторону долини Вордеррайну). На каналі є водозабори з Рейн-да-Тума (витік Вордеррайну), Tgatlems, Nurschalas, озера Оберальп (належить до басейну річки Ройс, що стікає на північ в Ааре) і Ауа-да-Вал (ліва притока Вордеррайну, яка дренує вже південний схил Гларнських Альп). Існував також план продовження дериваційної системи до інших лівих приток Вордеррайну (Aua-da-Guiv, Aua-da-Mila, Strem, Segnass, Acletta та її притока Clavaniev, Aua-Sogn-Placi, Lumpegna), у випадку реалізації якого водосховище Курнера збирало б воду з великої площі на обох боках долини Вордеррайну, використовуючи кружний маршрут через перевал Оберальп.
- Сховище Налпс площею поверхні 0,91 км2 та об'ємом 44,5 млн м3 на річці Рейн-да-Налпс, яке утримує аркова гребля висотою 127 метрів та довжиною 480 метрів, на спорудження якої пішло 593 тис. м3 матеріалу[2].
- Сховище Санта-Марія площею поверхні 1,77 км2 та об'ємом 67 млн м3 на річці Рейн-да-Медель, яке утримує аркова гребля висотою 117 метрів та довжиною 560 метрів, на спорудження якої пішло 654 тис. м3 матеріалу[3]. До нього за допомогою дериваційного каналу також постачається ресурс зі сходу, з річки Рейн-да-Крісталліна (права притока Рейн-да-Медель) та її притоку Aua-dalla-Val-Uffiern.

Зі сховищ Курнера та Санта-Марія накопичений ресурс подається до сховища Налпс через дериваційні тунелі, причому на шляху тунелю від Санта-Марії до нього через водозабори надходить ресурс із кількох лівих приток Рейн-да-Медель (Aua-dalla-Vatgira, Davos, Ganaretsch) та річки Aua-da-Gierm (коротка права притока Вордеррайну, долина якої знаходиться між нижніми ділянками Рейн-да-Налпс та Рейн-да Медель).
Він водосховища Налпс до машинного залу в долині Вордеррайну веде головний дериваційний тунель, який забезпечує напір у 593 метр. Зал обладнано трьома турбінами типу Пелтон потужністю по 50 МВт, які забезпечують середньорічне виробництво на рівні 261 млн кВт·год.
Відпрацьована вода відводиться до нижнього балансувального резервуару об'ємом 480 тис. м3, створеного на Рейн-да-Самвітг (ще права притока Вордеррайну, яка впадає в нього нижче за попередні) за допомогою гравітаційної греблі висотою 33 метри, на спорудження якої пішло 33 тис. м3 матеріалу. Звідси вона спрямовується на середній ступінь гідровузла ГЕС Таванаса.
Будівництво комплексу розпочалось у 1956 році. У 1962-му станція Седрун розпочала роботу зі сховищем Налпс, через чотири роки до нього приєдналось Курнера, а ще за два — Санта-Марія.